# Kilhets
Kilhets byla česká hudební skupina. Hrála improvizovanou hudbu a vystupovala v kápích. První koncert odehrála v listopadu 1978 v sestavě Petr Křečan (bicí, kytara), Daniel Fikejz (klávesy), Luboš Fidler (baskytara), Mikoláš Chadima (saxofon) a David Koller (bicí). Při dalších vystoupeních skupina hrála v sestavě Krečan, Miroslav Šimáček (kytara, perkuse), Chadima, František Skála (bicí) a Lesík Hajdovský (syntezátor). Křečan koncem roku 1979 emigroval a skupina Kilhets následně poté, co v lednu 1980 jednou vystoupila bez něj, zanikla. V roce 2008 vydalo vydavatelství Black Point pětidiskový box set složený z archivních nahrávek skupiny.